# Famille Baillairgé
 (juillet 2024).
Si vous disposez d'ouvrages ou d'articles de référence ou si vous connaissez des sites web de qualité traitant du thème abordé ici, merci de compléter l'article en donnant les références utiles à sa vérifiabilité et en les liant à la section « Notes et références ».
La famille Baillairgé est une famille canadienne française fondée par Jean Baillairgé, arrivé en Nouvelle-France en 1741.

Installées à Québec où elles œuvrent dans le domaine de la construction, les premières générations participent à la conception d'importants édifices, tels que la basilique-cathédrale Notre-Dame de Québec.

## Personnalités
- Jean Baillairgé (né à Blanzay le 31 octobre 1726 - Québec, 6 septembre 1805), architecte et charpentier;
  - François Baillairgé (Québec, 21 janvier 1759 - Québec, 15 septembre 1830), architecte, peintre et sculpteur;
    - Thomas Baillairgé (Québec, 20 décembre 1791 - Québec, 9 février 1859), architecte, sculpteur et conseiller municipal;

  - Pierre-Florent Baillairgé (Québec, 29 juin 1761 - Québec, 13 décembre 1812), menuisier et officier de milice;
    - Théophile Baillairgé (Québec, 12 mars 1801 - Québec, 6 novembre 1865), imprimeur;
      - George-Frédéric Baillairgé (Québec, 16 octobre 1824 - Joliette, 7 décembre 1909), fonctionnaire, arpenteur, ingénieur et auteur;
      - Charles Baillairgé (Québec, 29 septembre 1826 - Québec, 10 mai 1906), architecte, arpenteur, ingénieur civil et auteur;

## Monument en hommage aux Baillairgé

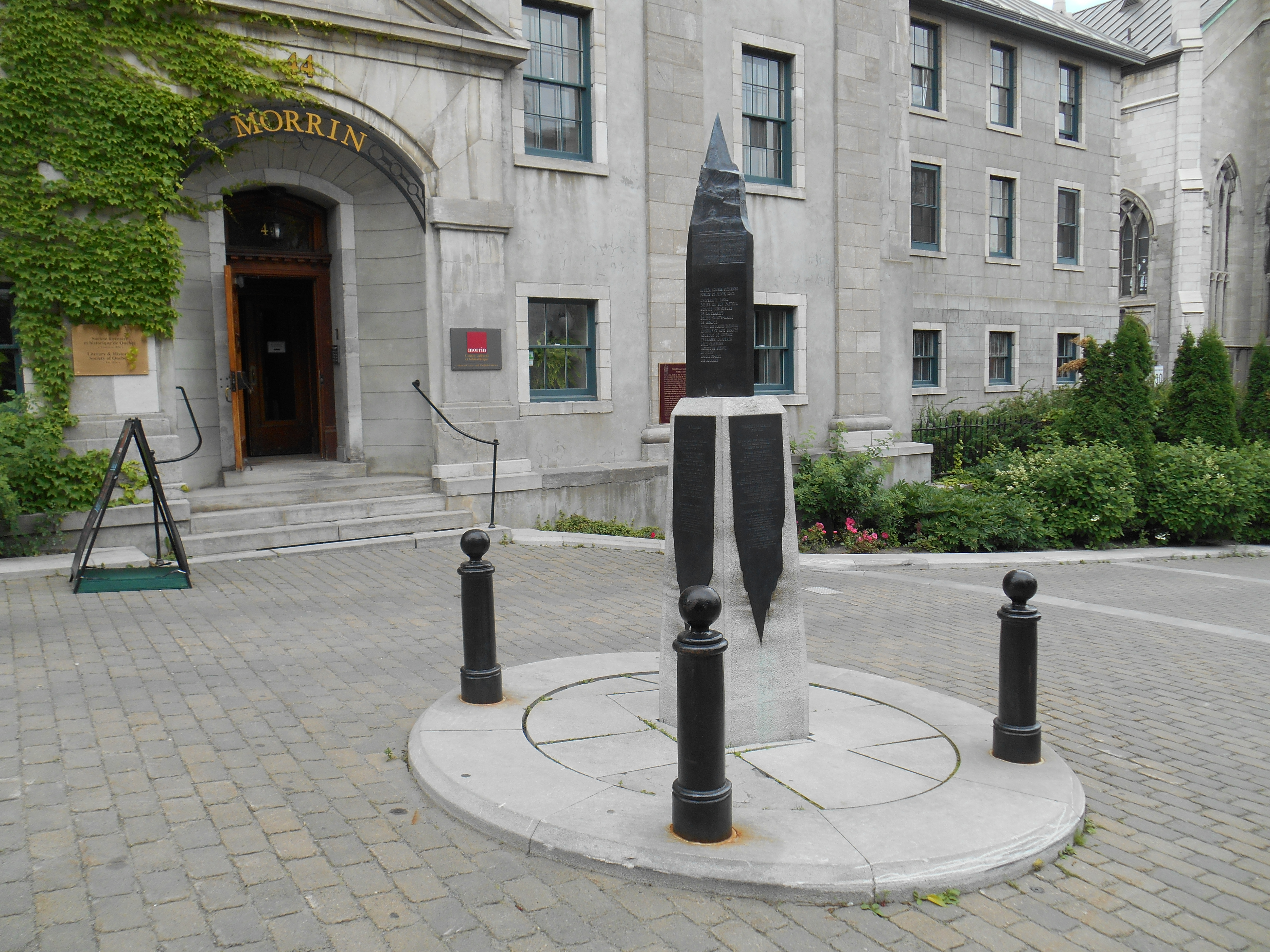
Le monument face au Morrin Centre

Un monument en hommage aux Baillairgé est érigé à Québec, sur la chaussée des Écossais, face au Morrin Centre. Œuvre du sculpteur Jean-Louis Baillairgé (1918–1998), il comprend la sculpture du monument à laquelle sont associées 5 plaques, soit celles de : Charles-Philippe-Ferdinand Baillairgé, François Baillairgé, Jean Baillairgé, Thomas Baillairgé et celle en hommage aux Baillairgé. (46° 48′ 46″ N, 71° 12′ 38″ O)